# Портрет Франческо Сассетти с сыном Теодоро
«Портрет Франческо Сассетти с сыном Теодоро» (итал. Ritratto di Francesco Sassetti con il figlio Teodoro, англ. Francesco Sassetti and His Son Teodoro) — картина, написанная итальянским художником Доменико Гирландайо (Domenico Ghirlandaio, 1448/1449—1494) около 1488 года. Картина находится в постоянной экспозиции музея Метрополитен в Нью-Йорке. Она написана темперой по дереву, размер — 84,5 × 63,8 см, размер собственно изображения — 75,9 × 53 см.

## Описание
Этот двойной портрет, написанный темперой на деревянной панели, считается одним из первых портретов эпохи раннего Возрождения (Кватроченто) с изображением мужчины и ребёнка. На верхней части панели находится идентифицирующая надпись на латыни, добавленная после того, как был написан портрет:
| FRAN[CISCV]S SAXETTVS THEODORVSQVE F[ILIVS] |

На картине изображён Франческо Сассетти (1421—1490) — итальянский банкир, работавший в банке Медичи, — вместе со своим сыном Теодоро.
На заднем плане видны горы, окружающие озеро с примыкающими к нему городскими постройками. Полагают, что одно из зданий является часовней, построенной Сассетти в Женеве.
Эту картину часто сравнивают с другим двойным портретом кисти Доменико Гирландайо — «Портретом старика с внуком», — написанным около 1490 года и находящимся в Лувре.

## История

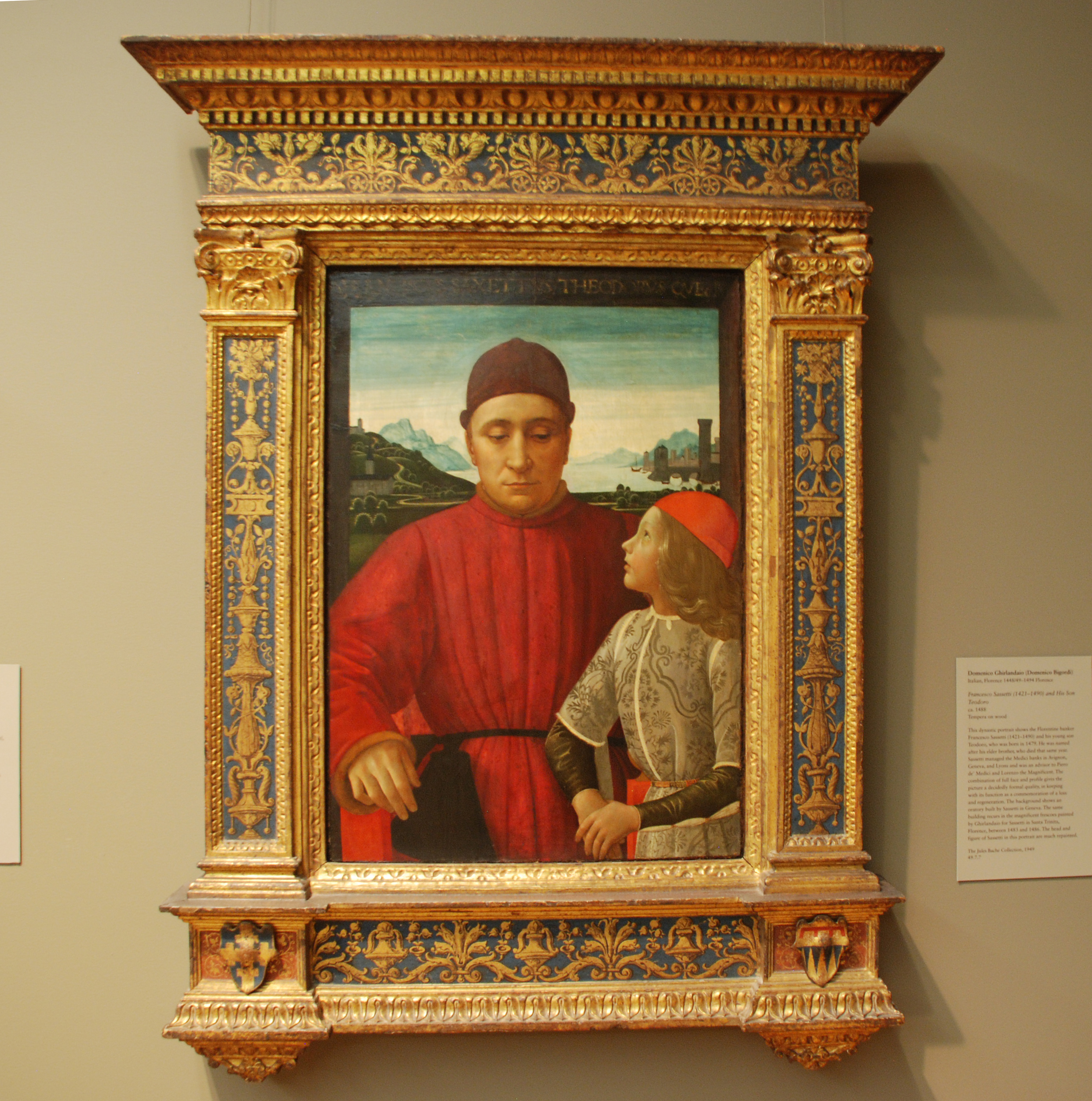
Картина в музее Метрополитен

У Франческо Сассетти было десять детей, из них пятеро — сыновья, причём двое из них носили имя Теодоро. Первый Теодоро родился в 1460 году и умер в 1479 году, а второй родился в 1479 году и был назван в честь первого. Исследователи творчества художника полагают, что с бо́льшей вероятностью на картине изображён второй Теодоро (1479—1546), и датируют время создания картины примерно 1488 годом. В литературе встречаются также аргументы в пользу того, что на картине изображён первый Теодоро. Сторонники этого мнения датируют картину примерно 1466 годом, когда Сассетти работал в Женеве, где находилось одно из отделений банка Медичи.
Провенанс картины прослеживается только со второй половины XIX века. К 1875 году она была в коллекции Уильяма Грэма (William Graham) из Лондона, который скончался в 1885 году. После этого, в 1886 году на аукционе Christie's она была продана за 535,10 фунтов Мартину Колнэги (Martin Colnaghi), также из Лондона (возможно, связанному с галереей Colnaghi). К 1893 году картина была уже в коллекции Роберта и Эвелин Бенсонов (Robert H. and Evelyn Benson), также из Лондона, и у них она находилась до 1927 года.
В 1927 году картина была продана арт-дилерской компании Duveen Brothers (см. Joseph Duveen) и вывезена в Нью-Йорк, где она была куплена Жюлем Бейчем (Jules Bache) для его коллекции. Бейч скончался в 1944 году, а в 1949 году картина вместе с его коллекцией (Jules S. Bache Collection) была передана в Метрополитен-музей, где она и находится до сих пор.